# Телешев, Михаил Николаевич
Михаил Николаевич Телешев (или Телешов; 5 ноября 1854 — не ранее 1927) — генерал-майор Русской императорской армии, военный специалист РККА, участник русско-турецкой войны 1877—78 годов, русско-японской войны и гражданской войны.

## Биография
Происходил из дворян Санкт-Петербургской губернии Телешевых. Состоял приписанным к казачьему сословию войска Донского по Старочеркасской станице. Окончил курс наук в Николаевском кавалерийском училище. Один год обучался в Николаевской академии Генерального штаба.
С 10 августа 1873 года — корнет лейб-гвардейского казачьего Его Величества полка; 4 июня 1874 года был прикомандирован к лейб-гвардейскому Сводному Донскому полку, в составе которого 18 августа отправлен в действующую Дунайскую армию, а 25 сентября того же года возвращён в свой полк. Назначен 22 августа 1881 года для особых поручений при управляющем Военным министерством.
Произведён в полковники 30 августа 1889 года. Состоял членом комиссии об упразднении Санкт-Петербургского химического инструментального завода.
1 ноября 1900 года произведён в генерал-майоры с назначением командиром 2-й бригады 15-й кавалерийской дивизии, а 20 июля 1904 года назначен командующим 4-й Донской казачьей дивизией, приняв во главе её участие в русско-японской войне. В этой должности допустил многочисленные злоупотребления и год спустя, 11 августа 1905 года, был отрешён от командования и назначен состоять по Донскому казачьему войску; находился под следствием и судом до 8 марта 1911 года, когда Николай II Высочайше повелел определённое особым присутствием Одесского военно-окружного суда наказание за преступления, предусмотренные статьями 142, 144, 145 и 234 «Воинского устава о наказаниях», заменить исключением из службы с лишением чина, орденов и прочими последствиями по закону; одновременно тем же судом были осуждены полковник Василий Попов (бывший командир 24-го Донского казачьего полка) и войсковой старшина Фёдор Шетковский (бывший заведующий хозяйством того же полка), которым император так же смягчил наказание.
В 1918 году вступил в РККА и в том же году был назначен начальником 11-й пехотной дивизии, сформированной в Нижнем Новгороде. В октябре 1918 года командующий Южным фронтом П. П. Сытин издал приказ об образовании ударной группы, включающей в себя латышские части и Нижегородскую дивизию, а затем о формировании фронтовой группы под командованием начдива Телешева.
В феврале 1925 года арестован по делу лицеистов и приговорён к трём годам ссылки. В сентябре 1925 года отправлен для отбывания ссылки в город Берёзов Тобольского округа. Оттуда писал письма Е. П. Пешковой с просьбой посодействовать в его освобождении. В декабре 1926 года был освобождён из ссылки «как лицо преклонного возраста», но в феврале 1927 года всё ещё оставался в Тобольском округе (в селе Базьяны).

## Награды
(лишён 8 марта 1911 года)
- Орден Святой Анны 4-й ст. с надписью за храбрость (1878)
- Орден Святого Станислава 3-й степени (1880)
- Орден Святой Анны 3-й степени (1886)
- Орден Святого Станислава 2-й степени (1893)
- Орден Святой Анны 2-й степени (1896)
- Орден Святого Владимира 4-й степени (1898)
- Орден Святого Владимира 3-й степени с мечами (1905)
- Орден Леопольда I (1882)
- Орден Святых Маврикия и Лазаря (1882)